# 25085 Melena
25085 Melena este un asteroid din centura principală de asteroizi.

## Descriere
25085 Melena este un asteroid din centura principală de asteroizi. A fost descoperit pe 14 septembrie 1998 la Stația Anderson Mesa în cadrul programului LONEOS. Asteroidul prezintă o orbită caracterizată de o semiaxă mare de 2,57 ua, o excentricitate de 0,09 și o înclinație de 11,5° în raport cu ecliptica.